# グレートウォール・ウィングル
グレートウォール・ウィングル（長城汽車・風駿、Great Wall Wingle）は、2006年に発売された長城汽車の小型ピックアップトラックである。

## 概要
2006年12月より販売開始。
2007年8月23日からは長城汽車ウクライナ工場で生産され、現地での販売が開始された。
搭載するエンジンはボッシュと共同開発したコモンレール直噴ディーゼルエンジン、GW2.8TCを搭載し、中国製トラックでは初めてユーロ3に適合した。
2010年3月には「ウィングル5」が発売された。また従来のモデルは「ウィングル3」と名前を変え、併売された。
2013年7月、中国向けに「ウィングル5 欧州版（ヨーロピアンエディション）」を発売。6代目フォルクスワーゲン・ゴルフに似たフロントフェイスをもっている。
2014年4月には「ウィングル6」が発売された。「ウィングル5」とともに販売される。
2018年9月に「ウィングル7」を導入。「ウィングル5」とともに販売される。

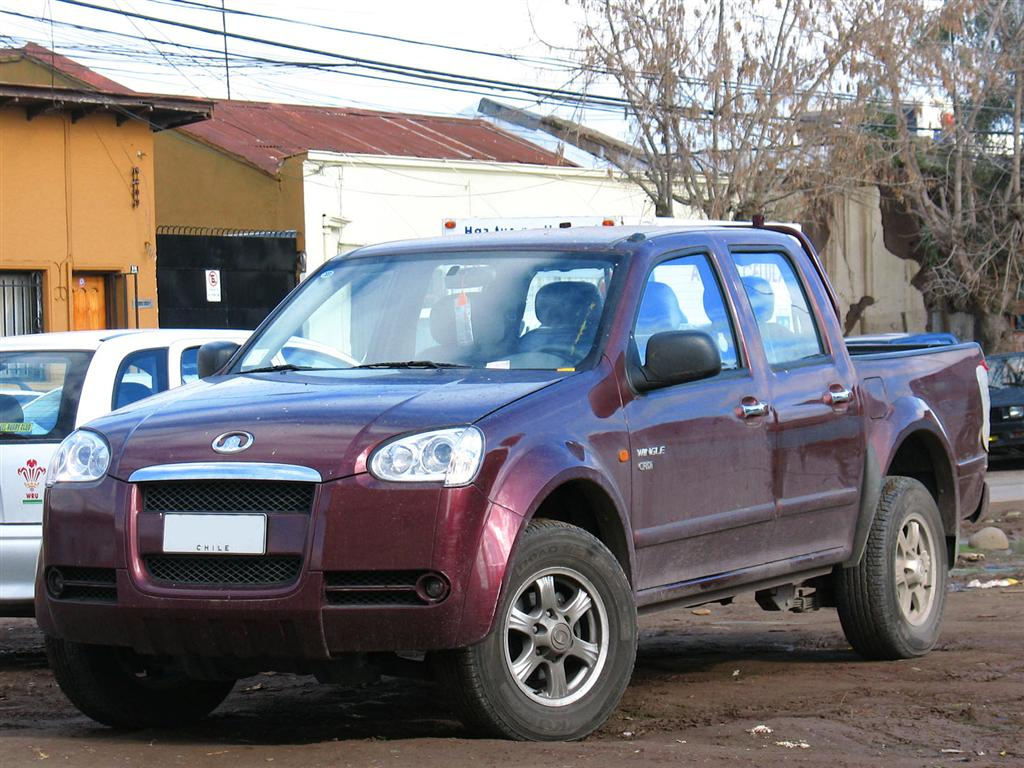
ウィングル
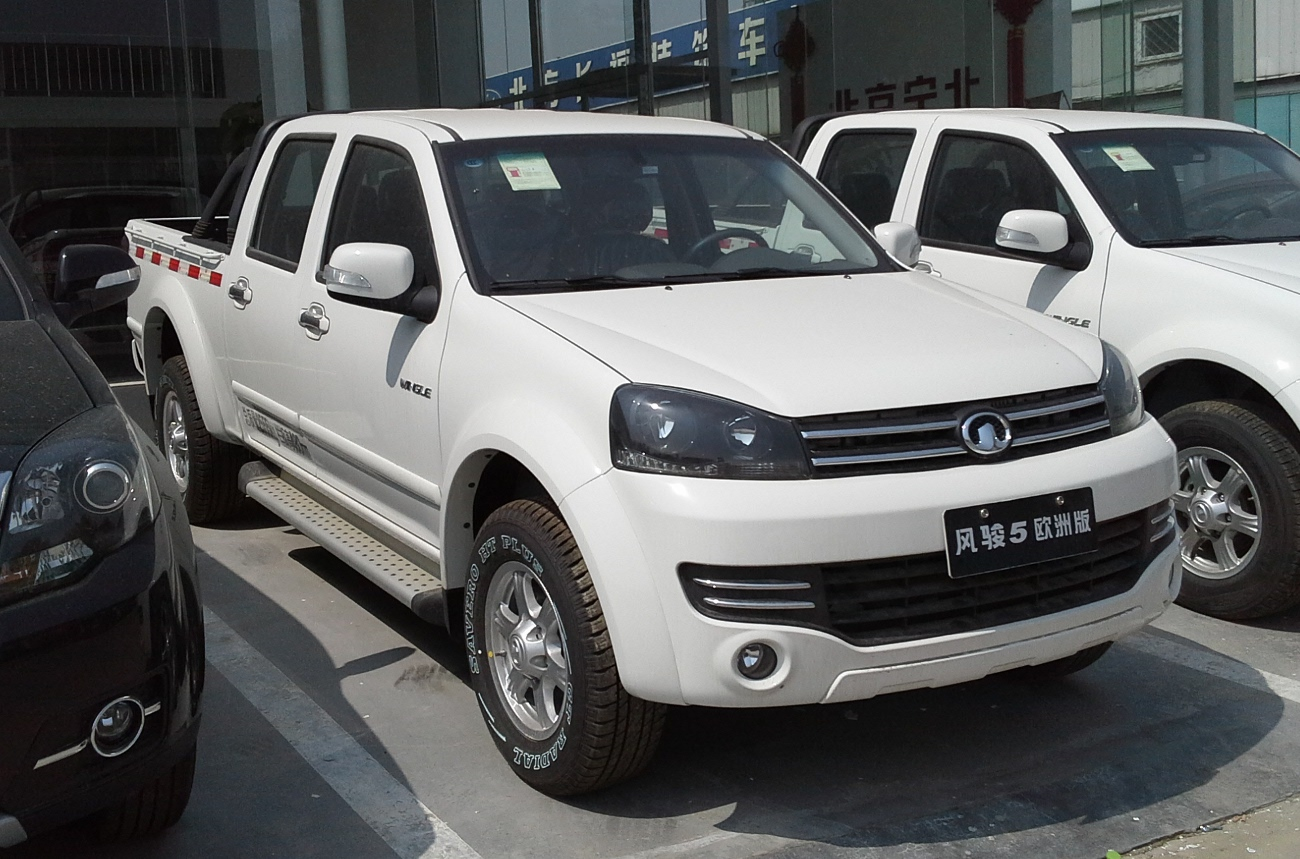
ウィングル 5 European Edition（中国向け）
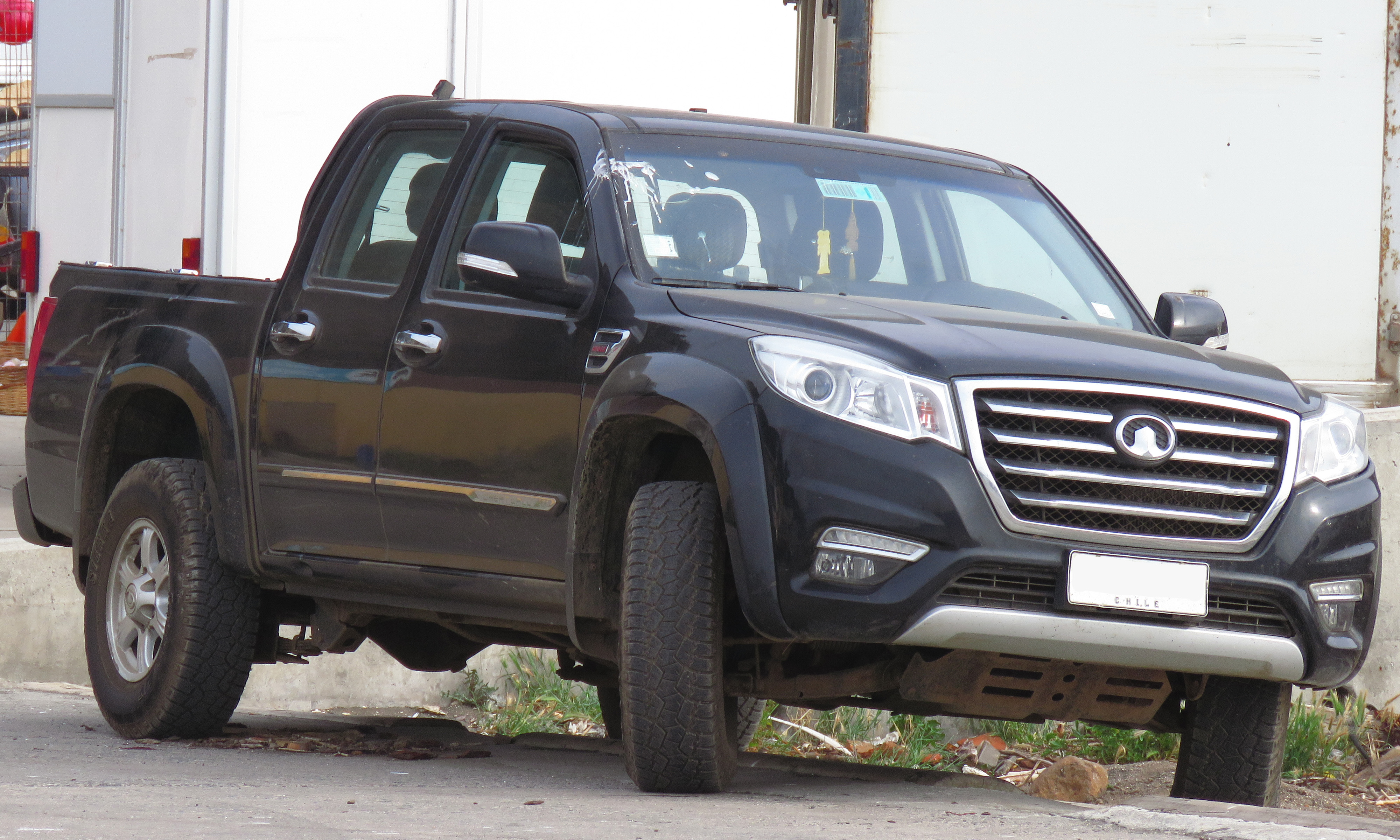
ウィングル 6
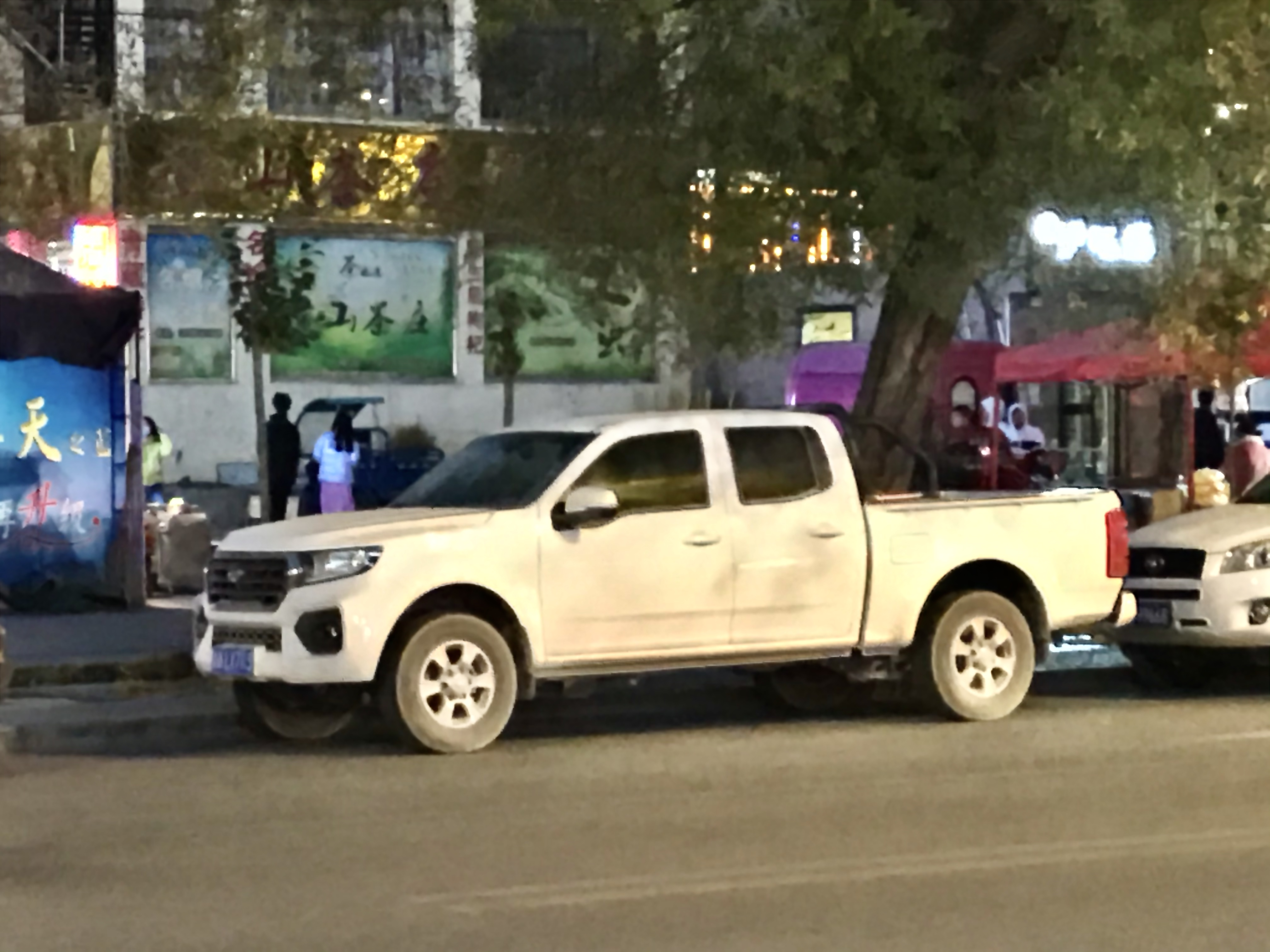
ウィングル 7